# Рокка-д’Арче
Рокка-д’Арче (итал. Rocca d'Arce) — коммуна в Италии, располагается в регионе Лацио, в провинции Фрозиноне.
Население составляет 991 человек (2008 г.), плотность населения составляет 84 чел./км². Занимает площадь 12 км². Почтовый индекс — 3030. Телефонный код — 0776.
Покровителем населённого пункта считается святой San Bernardo.

## Демография
Динамика населения:

## Администрация коммуны
- Официальный сайт: